# Kumiko Ogura
Kumiko Ogura (jap. 小椋 久美子, Ogura Kumiko; * 5. Juli 1983 in Kawagoe, Präfektur Mie)  ist eine Badmintonspielerin aus Japan.

## Karriere
Kumiko Ogura wurde als dritte von vier Geschwistern in Kawagoe geboren. In der zweiten Klasse begann sie mit dem Badminton in der Sport Shōnendan, dem japanischen Äquivalent der Deutschen Sportjugend. Später besuchte sie die Oberschule Tennōji im gleichnamigen Stadtbezirk von Osaka. Während dieser Zeit nahm sie seit 1999 an den japanischen Inter-High-Oberschulmeisterschaften teil. 2000 erreichte sie bei diesen den zweiten Platz im Damendoppel und 2001 bei den Auswahl-Oberschulmeisterschaften den zweiten Platz im Einzel. Nach der Schule trat sie in das Unternehmen Sanyo und spielte seit dem 22. März 2002 für deren Werkmannschaft.
Ogura gewann 2003 ihren ersten internationalen Titel in Schottland bereits ein Jahr vor ihrem ersten nationalen Titel. Diesen japanischen Doppeltitel gab sie gemeinsam mit Reiko Shiota, mit der sie alle ihre großen Erfolge errang, bis 2008 nicht mehr aus den Händen. 2005 wurden beide Asienvizemeister, 2007 holten sie Bronze bei der gleichen Veranstaltung. Im selben Jahr wurden sie ebenfalls Dritte bei der Weltmeisterschaft. 2008 konnten sich beide für Olympia qualifizieren und wurden dort Fünfte. In der Badmintonfachwelt und in Japan wird die Paarung Ogura/Shiota zu Ogushio vereinfacht.
Zum 20. März 2010 zog sie sich aus dem Sport zurück. Seit Mai 2010 arbeitet sie für Kai Enterprise, wo sie Kindern Badminton beibringt.
Im März 2011 heiratete sie den Rugby-Spieler Daisuke Yamamoto, wurde im September 2012 aber wieder geschieden.

## Erfolge
| Saison    | Veranstaltung                              | Disziplin   | Platz | Name                        |
| --------- | ------------------------------------------ | ----------- | ----- | --------------------------- |
| 2003      | Schottland: Internationale Meisterschaften | Damendoppel | 1     | Kumiko Ogura / Reiko Shiota |
| 2004      | Japan: Einzelmeisterschaften               | Damendoppel | 1     | Kumiko Ogura / Reiko Shiota |
| 2005      | Japan: Einzelmeisterschaften               | Damendoppel | 1     | Kumiko Ogura / Reiko Shiota |
| 2005      | Asienmeisterschaft                         | Damendoppel | 2     | Kumiko Ogura / Reiko Shiota |
| 2005/2006 | Dänemark: Internationale Meisterschaften   | Damendoppel | 1     | Kumiko Ogura / Reiko Shiota |
| 2006      | Japan: Einzelmeisterschaften               | Damendoppel | 1     | Kumiko Ogura / Reiko Shiota |
| 2007      | Asienmeisterschaft                         | Damendoppel | 3     | Kumiko Ogura / Reiko Shiota |
| 2007      | Weltmeisterschaft                          | Damendoppel | 3     | Kumiko Ogura / Reiko Shiota |
| 2007      | Japan: Einzelmeisterschaften               | Damendoppel | 1     | Kumiko Ogura / Reiko Shiota |
| 2008      | Japan: Einzelmeisterschaften               | Damendoppel | 1     | Kumiko Ogura / Reiko Shiota |
| 2008      | Olympia                                    | Damendoppel | 5     | Kumiko Ogura / Reiko Shiota |